# Nyethang Drölma Lhakhang
| Tibetische Bezeichnung                                                |
| --------------------------------------------------------------------- |
| Tibetische Schrift: སྙེ་ཐང་སྒྲོལ་མ་ལྷ་ཁང་                                   |
| Wylie-Transliteration: snye thang sgrol ma lha khang                  |
| Offizielle Transkription der VRCh: Nyêtang Zhoimalhakang              |
| THDL-Transkription: Nyetang Drölma Lhakang                            |
| Andere Schreibweisen: Nyethang Drolma Lhakhang, Nytang Zholma Lhakang |
| Chinesische Bezeichnung                                               |
| Traditionell: 聶塘卓瑪拉康、 聶當寺、聶塘寺                           |
| Vereinfacht: 聂塘卓玛拉康、 聂当寺、聂塘寺、尼塘寺                    |
| Pinyin:Niètáng Zhuómǎ Lākāng, Nièdāng Sì, Niètáng Sì, Nítáng Sì       |

Nyethang Drölma Lhakhang (tibetisch: སྙེ་ཐང་སྒྲོལ་མ་ལྷ་ཁང, Umschrift nach Wylie: snye thang sgrol ma lha khang་; Nyêtang Zhoimalhakang; „Der Tara-Tempel in Nyethang“) ist ein buddhistisches Kloster in Nyethang, einer Gemeinde im Autonomen Gebiet Tibet in China. Es liegt im Kreis Chushur (Chushul, chin. Qushui), der zum Verwaltungsgebiet der Stadt Lhasa gehört und in dessen Westen liegt. 
Einer der Tempel beherbergt eine frühe Statue des Atisha, der in diesem Kloster seine letzten Lebensjahre verbrachte. Auch eine berühmte Statue des Shakyamuni aus der Zeit der Song-Dynastie befindet sich hier, sowie wertvolle Gemälde, die 25 verschiedene Formen der Tara zeigen. 
Das Kloster steht seit 2006 auf der Liste der Denkmäler der Volksrepublik China (6-763).  